# جاكي سلاتر
جاكي سلاتر (بالإنجليزية: Jackie Slater) هو لاعب كرة قدم أمريكية أمريكي، ولد في 27 مايو 1954 في جاكسون في الولايات المتحدة.

## وصلات خارجية
- جاكي سلاتر على موقع مرجع كرة القدم المحترفة.كوم (الإنجليزية)
- جاكي سلاتر على موقع قاعة ميسيسيبي للمشاهير الرياضية (الإنجليزية)
- جاكي سلاتر على موقع قاعة كاليفورنيا للمشاهير الرياضية (الإنجليزية)